# Ometepec
Ometepec – miasto w Meksyku, w stanie Guerrero.